# Paulina Ligocka-Andrzejewska
Paulina Ligocka-Andrzejewska (* 25. Mai 1984 in Gliwice) ist eine ehemalige polnische Snowboarderin mit zusätzlicher deutscher Staatsbürgerschaft. Sie gewann als erste polnische Snowboarderin eine WM-Medaille. 
Bei den Olympischen Winterspielen 2006 war sie Fahnenträgerin der polnischen Mannschaft.

## Sportkarriere
Ligocka-Andrzejewska begann mit 14 Jahren mit dem Snowboardfahren, dabei wurde sie von ihrem Vater trainiert. 1997 nahm sie bei der polnischen Bergmeisterschaft teil und konnte sich bald als eine der erfolgreichsten Snowboarderinnen Polens etablieren.
Über ihren Sport äußerte sich Ligocka-Andrzejewska wie folgt: „Snowboarden ist mein Leben. Alles ist wichtig – Fahrspaß und Zufriedenheit beim Erreichen von Zielen.“
Bei den Olympischen Winterspielen 2006 in Turin trug sie die polnische Nationalflagge und belegte im Halfpipe-Wettbewerb den 17. Platz. Im März 2006 belegte sie in der Halfpipe den 2. Platz in der WM-Wertung. 2010 trat bei den Winterspielen in Vancouver an und erreichte in der Halfpipe den 28. Platz.
Am 28. Juli 2011 startete sie in der deutschen Nationalmannschaft. Grund dafür waren ungeklärte Differenzen zwischen den Athleten und dem polnischen Snowboardverband. Die beklagte die fehlende finanzielle Unterstützung sowie die Bevorzugung anderer Sportler durch die verantwortlichen Behörden.

## Privat
Ligocka-Andrzejewska ist die Cousine der Brüder Mateusz und Michal Ligocki, die als Snowboarder ebenfalls in Turin angetreten sind.
Ligocka-Andrzejewska ist mit dem Sportlehrer und Trainer Michal Andrzejewski verheiratet und hat einen Sohn und eine Tochter. In Ustroń betreibt das Paar einen Snowboardclub mit angeschlossener Snowboardschule.

## Erfolge
Im Europacup 2006 in Saas-Fee wurde sie Zweite in der Halfpipe. Im Weltcup gewann sie die Wettbewerbe in Leysin 2006 und Sungwoo 2007. Bei der Snowboard-Weltmeisterschaft 2007 in Arosa und bei der Weltmeisterschaft 2009 in Gangwon gewann sie jeweils die Bronzemedaille in der Halfpipe.